# میچیکو کاکوتانی
میچیکو کاکوتانی (به ژاپنی: 角谷 美智子)، (زاده ۹ ژانویه ۱۹۵۵) منتقد ادبی آمریکایی و رئیس پیشین منتقدان کتاب نشریه نیویورک تایمز است.

## جوایز
- ۱۹۹۸: جایزه پولیتزر برای نقد [۱]